# Psodopsis dognini
Psodopsis dognini är en fjärilsart som beskrevs av Max Joseph Bastelberger 1908. Psodopsis dognini ingår i släktet Psodopsis och familjen mätare. Inga underarter finns listade.